# Присјан
Присјан је насеље Града Пирота у Пиротском округу. Према попису из 2022. има 27 становника (према попису из 2002. било је 143 становника).

## Положај
Присјан је густо насељено село, са кривудавим, тесним и неравним улицама, смештено у ерозивном проширењу Присјанске реке. Присјанска река протиче кроз село и природно дели село на два дела: североисточни и југозападни део. Присјан је окружен висовима огранка Суве планине који су високи: Забел 676 м, Кале 678 м, Црни врх 823 м, Ропатски врх 906 м и Грчки врх 1003 метра.
У Присјанској котлини, према неиспитаним локалитетима Роб, Селиште, Ан, Градиште и остацима богомоља: црквица на Црквишту, на коме је подигнута нова црква, црквиште у месту зв. Подграђе и два манастира испод кањона Камичке реке - Манастиришта, живот се одвијао вековима.
Присјан се налази јужно од Пирота, на удаљености од 10 км. Од Пирота до Присјана све до 1885. године, кад је српска војска, градећи утврђење на месту званом Божурат, просекла нову трасу пута, ишла су два посебна путељка. Једна траса пута излазила је из Пирота на Станбол капију, ишла преко Селимовице, Врбице и силазила у село код махале Војникарци. Друга траса пута излазила је из Пирота на Јасен капију, ишла преко Варја, Терјакове појате, Дрварника, Бунавице и низ Лајину падину силазила у село. Пут који је ишао преко Врбице, код места Ћитеста круша рачвао се у два правца. Један је силазио у село, а други тзв. Камички пут, скретао је лево преко Роба и силази на “поток Шарбан, где се спајао са путем који је силазио низ Лајину падину, пролазио кроз село и ишао у правцу села Камик. Даље рачвајући се, ишао је за села Беровицу, Церев Дел, Кијевац, Студену, Куса Врану и низ других села.

## Историја
Најстарије записане податке о том планинском селу су пронађене у турском дефтеру 1576-1577. године као Пиресиан. А 1606. године село је уписано као Персјан.
Место је 1879. године имало 46 домова са 422 душе, међу њима није било писмене особе а број пореских глава износио је 89.
У Присјану су 28. јуна 1933. године освећени темељи нове православне цркве. Било је то на иницијативу месног пароха Арсенија Цветковића. Спуштена је у камен темељац споменица о градњи те цркве. Присјан је 1890.године припадао школској и политичкој Општини у селу Расница а Парохији верској цркве у Петровцу.. Основна школа у Присјану је почела са радом 5. јануара 1910. године.

### Богомоље
У кругу присјанске котлине, у протеклом времену, биле су две цркве и два манастира. Једна црквица налазила се с десне стране пута, на улазу у Присјан, на месту званом Црквиште. Црквица подигнута у част Светог Ђорђа, порушена је 1934. године и на истом месту саграђена је нова и већа. Црква од које су остали само остаци темеља налази се с десне стране пута испред села Камик у парцели Јордана Ћирића, из Камика.
Манастири су се налазили с леве стране испод кањона Камичке реке, скоро један поред другог. Манастири се памте по очуваним темељима срушених манастира и помоћних зграда. Манастир ближи до извора Светена вода подигнут је у част Светог Ђорђа, а други манастир ниже у правцу Присјана, био је подигнут у част Светог Пантелеја. Манастири су се налазили на имању попа Момчила Николића из Камика, како су га обично звали поп Момчило Камички.

## Основни родови
Присјан је чинило шеснаест родова међутим данас у једном роду има чак девет презимена:
- Арнаутовци према породичној легенди су дошли са Косова, њих четворица браће. Распоредили су се према селима: Церев Дел, Понор, Присјан и Гњилан. Имали су јако велики прираштај па се дешавало да једна жена роди и до осморо деце. Овај род је у 1944. години имао 17 домаћинстава са много деце. Презимена: Денчић, Живковић, Јовановић, Пејчић, Петровић, Пешић, Радоњић, Ћирић.
- Ватовци су један од млађих родова. Добили су назив по надимку Младена који се доселио из села Валниш у Присјан почетком 19. века. Младенова четири унука Ђорђе, Игњат, Илија и Крста, су се поделили на четири самостална домаћинства. Данас овај род носи осам презимена: Вељковић, Живковић, Ђорђевић, Игљатовић, Илић, Јовановић, Пејчић и Костић.
- Долдашевци су настали у Присјану око 1775. године када се Антанас призетио у Присјану. Он је имао два сина: Станоје и Јован. Њих двојица су поделили домаћинство на два самостална домаћинства. Презимена: Вељковић, Живковић, Јовановић, Петровић, Спасић, Стојановић, Станковић, Ђорђевић.

Катичинци су млад род. Њихово памћење почиње од удовице Кате која је млада остала без мужа и сама одгајала децу. Њене ћерке су довеле мужеве тако да су они прихватили презиме Ранчић. Том презимену се додаје и презиме Витановић за овај род.
- Лејинци су један од старијих родова у Присјану. Име су добили по Леји, човеку који је дошао у Присјан са невестом. Били су једна од најмногољуднијих породица међутим ово је једна од првих породица где су почели да се исељавају. Презимена: Антић, Вељковић, Денчић, Мијалковић, Николић, Потић, Пешић, Тошић.
- Николчинци су добили име по Николи који је имао надимак Николча. Он је живео у првој половини 19. века. Имао је два сина: Ђорђију и Ману. Мана је имао три сина који су се звали: Мица, Анта и Пејча па отуд и презимена Антић, Манић, Мицић и Пејчић. Ђорђија је имао два сина: Ранчу и Игњата и овај део рода носи презимена: Николић, Ђорђевић, Игњатовић и Ранчић.
- Панџинци су одбили име по Панџи које је живео првобитно у Битољу у Македонији. Бежећи од Турака који су га јурили због убиства, обрео се у Присјану. Брзо се снашао у овом селу па је засновао породицу. Презимена: Антић, Ђорђевић, Живковић, Илић, Костић, Панајотовић, Тошић, Филиповић, Спасић.
- Паунковци су добили име по Пауну који је рођен у селу Сиња Глава. Оженио се у Присјану у 19. веку. Ова породица је 1944. године живела у 9 самосталних породица. Презимена: Витановић, Жоржевић, Младеновић, Николић, Пауновић, Стојановић.
- Поповци су добили име по попу који се доселио из Русије по легенди. Најстарији потомак који се памти је Игљат који је имао два сина: Јована и Тану. Ова породица никада није имала више од два домаћинства и једна су од најмањих породица у Присјану. Презимена: Игњатовић и Јовановић.
- Рињинци су добили име по претку Риње. Он је имао пет унука од којих је један отишао у Бугарску и тамо засновао породицу. Остали су остали у Присјану. Презимена: Николић, Виденовић, Ђорђевић, Костић.
- Талинци су добили име по жени која се звала Тала. У овој породици су углавном доводили мушкарце на имање. Презимена: Денчић, Живковић, Манчић, Митић, Петровић, Ранчић, Тошић.
- Чарпановци добили име по свом претку Милану кога су назвали Чарпа. Највероватније је живео у Присјану. Имао је два сина - Мита и Пејча. Презимена: Митић и Живковић.
- Чолинци су назив добили по претку Чоли који је имао три сина: ТОша, Милан и Љубомир. Један део ове фамилије живи у селу Пасјач. Презимена: Витановић, Ђорђевић, Милошевић, Стефановић.
- Џоћинци су један од највећих родова у Присјану. Име добили по претку Џоки који је највероватније дошао из села Врапча које се налази на самој српско-бугарској граници. Бавили су се претежно пољопривредом те их се мештани сећају по томе што су често крчили шуме и претварали их у оранице. 1944. године ова фамилија је бројала 14 самосталних домаћинстава. Презимена: Величковић, Мицић, Панајотовић, Ћирић, Живковић.

## Демографија
У насељу Присјан живи 139 пунолетних становника, а просечна старост становништва износи 66,2 година (63,3 код мушкараца и 68,9 код жена). У насељу има 83 домаћинства, а просечан број чланова по домаћинству је 1,72.
Ово насеље је у потпуности насељено Србима (према попису из 2002. године), а у последња три пописа, примећен је пад у броју становника.
|  |

| Демографија | Демографија | Демографија |
| Година      | Становника  | Становника  |
| ----------- | ----------- | ----------- |
| 1948.       | 1.027       |             |
| 1953.       | 1.037       |             |
| 1961.       | 915         |             |
| 1971.       | 694         |             |
| 1981.       | 486         |             |
| 1991.       | 251         | 251         |
| 2002.       | 143         | 143         |

| Етнички састав према попису из 2002.‍ | Етнички састав према попису из 2002.‍ | Етнички састав према попису из 2002.‍ | Етнички састав према попису из 2002.‍ | Етнички састав према попису из 2002.‍ |
| ------------------------------------ | ------------------------------------ | ------------------------------------ | ------------------------------------ | ------------------------------------ |
|                                      |                                      |                                      |                                      |                                      |
| Срби                                 | Срби                                 |                                      | 143                                  | 100,0%                               |
| непознато                            | непознато                            |                                      | 0                                    | 0,0%                                 |

| Година пописа     | 1948. | 1953. | 1961. | 1971. | 1981. | 1991. | 2002. |
| ----------------- | ----- | ----- | ----- | ----- | ----- | ----- | ----- |
| Број домаћинстава | 161   | 176   | 184   | 167   | 147   | 120   | 83    |

| Број чланова      | 1  | 2  | 3 | 4 | 5 | 6 | 7 | 8 | 9 | 10 и више | Просек |
| ----------------- | -- | -- | - | - | - | - | - | - | - | --------- | ------ |
| Број домаћинстава | 34 | 43 | 4 | 0 | 1 | 1 | 0 | 0 | 0 | 0         | 1,72   |

| Пол    | Укупно | Неожењен/Неудата | Ожењен/Удата | Удовац/Удовица | Разведен/Разведена | Непознато |
| ------ | ------ | ---------------- | ------------ | -------------- | ------------------ | --------- |
| Мушки  | 66     | 11               | 40           | 12             | 2                  | 1         |
| Женски | 73     | 3                | 41           | 28             | 0                  | 1         |
| УКУПНО | 139    | 14               | 81           | 40             | 2                  | 2         |

| Пол    | Укупно                    | Пољопривреда, лов и шумарство | Рибарство                            | Вађење руде и камена | Прерађивачка индустрија       |
| ------ | ------------------------- | ----------------------------- | ------------------------------------ | -------------------- | ----------------------------- |
| Мушки  | 15                        | 11                            | 0                                    | 0                    | 0                             |
| Женски | 1                         | 1                             | 0                                    | 0                    | 0                             |
| УКУПНО | 16                        | 12                            | 0                                    | 0                    | 0                             |
| Пол    | Производња и снабдевање   | Грађевинарство                | Трговина                             | Хотели и ресторани   | Саобраћај, складиштење и везе |
| Мушки  | 0                         | 0                             | 2                                    | 0                    | 0                             |
| Женски | 0                         | 0                             | 0                                    | 0                    | 0                             |
| УКУПНО | 0                         | 0                             | 2                                    | 0                    | 0                             |
| Пол    | Финансијско посредовање   | Некретнине                    | Државна управа и одбрана             | Образовање           | Здравствени и социјални рад   |
| Мушки  | 0                         | 0                             | 1                                    | 1                    | 0                             |
| Женски | 0                         | 0                             | 0                                    | 0                    | 0                             |
| УКУПНО | 0                         | 0                             | 1                                    | 1                    | 0                             |
| Пол    | Остале услужне активности | Приватна домаћинства          | Екстериторијалне организације и тела | Непознато            | Непознато                     |
| Мушки  | 0                         | 0                             | 0                                    | 0                    | 0                             |
| Женски | 0                         | 0                             | 0                                    | 0                    | 0                             |
| УКУПНО | 0                         | 0                             | 0                                    | 0                    | 0                             |